# Балацький Павло Миколайович
Балацький Павло Миколайович.- (* 29 липня 1964 року, с.Зелена Кельменецький район Чернівецька область.- Український правник.

## Життєпис
Павло Балацький народився 29 липня 1964 року в селі Зелена Кельменецького району Чернівецької області (Україна). Строкову службу проходив у Радянській Армії в складі обмеженого контингенту військ у Німеччині. Після звільнення в запас служив у патрульно-постовій службі у м. Чернівці. У 1985 році поступив до Кишинівської спеціальної школи міліції. По її закінченню працював на оперативних посадах у карному розшуку райвідділу міліції у м. Сокиряни. У 1990 році став студентом Київської вищої школи МВС СРСР ім. Ф. Е. Дзержинського. Впродовж 1993-2000 рр. працював на різних оперативних посадах в УМВС Чернівецької області. Був призначений начальником Заставнівського, пізніше - Сокирянського районних відділень міліції (2000 - 2005) Чернівецька область. Відтак став першим заступником начальника УМВС Чернівецької області - начальником кримінальної міліції. У 2007 році переведено до центрального апарату МВС України на посаду заступника керівника департаменту боротьби з незаконним обігом наркотиків (2007 - 2009). Нині П.М. Балацький - полковник у відставці.